# Hiroshi Kamiya
Hiroshi Kamiya (神谷 浩史?, Kamiya Hiroshi; Chiba, 28 gennaio 1975) è un doppiatore giapponese, che lavora per la Aoni Production.

## Biografia
Nato a Matsudo, Chiba e cresciuto ad Ushiku nella prefettura di Ibaraki, Kamiya decide di intraprendere la carriera di doppiatore in adolescenza, entrando alla Aoni Coaching School.
Esordisce nel 1992, appena diciassettenne, lavorando per l'agenzia Aoni Production cui afferisce tuttora.
Per diversi anni interpreta ruoli marginali in molti anime e fa da narratore per piccoli show televisivi. Raggiunge l'attenzione del grande pubblico nel 2005, interpretando il protagonista Yuta Takemono nell'acclamata serie shōjo Honey & Clover e, a seguire nel 2006, col ruolo di Tieria Erde in Mobile Suit Gundam 00 che gli vale il primo Seiyū Award della sua carriera nella categoria "Miglior attore non protagonista". Lo stesso anno però, in agosto, la fortunata ascesa di Kamiya è bruscamente interrotta da un brutto incidente stradale in cui il giovane doppiatore quasi perde la vita, rimanendo in coma per un mese. Resterà lontano dalle scene per diverse settimane.
Attualmente è principalmente noto per essere la voce di Levi in L'attacco dei giganti, di Araragi Koyomi negli adattamenti anime della serie di light novel Monogatari, di Nozomu Itoshiki in Sayonara Zetsubō-sensei, di Tieria Erde in Mobile Suit Gundam 00 ma anche di Izaya Orihara nella popolare serie Durarara!!, di Yato in Noragami, di Choromatsu in Osomatsu-san, di Yuzuru Otonashi in Angel Beats! e di Takahashi Natsume nell'anime di lungo corso Natsume yūjinchō.
Kamiya presta talvolta la sua voce anche come narratore in show per la TV ed in spot pubblicitari.
Nell'ambito della sua variegata attività lavorativa, Hiroshi Kamiya lavora anche come conduttore di talk show radiofonici; egli conduce infatti il programma Kamen Radiranger insieme al doppiatore Kenichi Suzumura ed il famoso programma Dear Girl ~Stories~ insieme all'amico e collega Daisuke Ono, in onda ormai da 10 anni. All'interno del progetto Dear Girl ~Stories~ Kamiya ha duettato con Ono in diversi pezzi che sono andati negli anni a costituire le sigle dell'omonimo programma radiofonico. Sempre per Dear Girl ~Stories~ sono stati prodotti due manga che vedono come protagonisti le trasposizioni fumettistiche dei due conduttori in avventure diverse: in Hibiki sono due supereroi impegnati ad aiutare le donzelle coi loro problemi amorosi, in Hizuki invece i due sono vampiri in un contesto di tipo vittoriano. Dal manga Hibiki è stato tratto anche un videogioco. Sono infine stati girati tre film che vedono protagonisti appunto Kamiya e Ono: Dear Girl ~Stories~ - The Movie, Dear Girl ~Stories~ - The Movie 2: Ace of Asia e Dear Girl ~Stories~ - The Movie 3.
Sia nell'ambito del progetto Kamen Radiranger che in quello Dear Girl ~Stories~ sono stati registrati diversi eventi live e puntate speciali dal vivo da cui sono poi stati prodotti alcuni DVD.
Dopo aver inciso diverse character's song, Hiroshi Kamiya intraprende la carriera di cantante vera e propria nel 2009, unendosi al progetto discografico Kiramune All Stars, di cui è tuttora membro, costituito inizialmente insieme ad altri 10 doppiatori. All'interno del Kiramune Project, Kamiya esplica la sua carriera solista e canta anche in duo con il collega Miyu Irino costituendo la subunità dei KAmiYU. Come solista ha all'attivo 7 mini album, 1 album, 6 singoli e 2 live sotto l'etichetta discografica Lantis.

## Vita privata
Kamiya è notoriamente un personaggio schivo e per questo poco si sa sulla sua vita privata, eccettuato il fatto che ha un fratello e che coltiva personale amicizia con alcuni colleghi, fra cui: Daisuke Ono, Yūichi Nakamura e Kenichi Suzumura. Noto e molto caro ai fans è inoltre l'attaccamento al suo micio Nyanko-sensei: reso mascotte del programma Dear Girl ~Stories~ e talvolta presente in sala di registrazione durante certi episodi dello show.
Nel 2016 il doppiatore è stato coinvolto in uno scandalo lanciato da una rivista di gossip che avrebbe pubblicato una sua foto con una bimba in braccio, asserendo che egli si fosse sposato in gran segreto con la mangaka Hikaru Nakamura, forse addirittura nel 2011, e che i due avessero avuto una figlia: appunto la bambina comparsa nella foto. La mangaka non ha commentato in alcun modo la vicenda. Dal canto suo Kamiya, durante una puntata dello show radiofonico Dear Girl ~Stories~, ha letto un messaggio in cui chiedeva al pubblico di rispettare la sua privacy senza confermare né smentire quanto pubblicato dalla rivista. Alla medesima posizione si è attenuta anche la sua agenzia: la Aoni Production.

## Riconoscimenti
- Miglior attore non protagonista – 2º Seiyū Award (2008)
- Miglior attore protagonista e Miglior personalità – 3º Seiyū Award (2009)
- Miglior personalità – 9º Seiyū Award (2015)
- Più votato dal pubblico – 6º, 7º, 8º, 9º, 10º Seiyū Award (2012, 2013, 2014, 2015, 2016)
- Most valuable Seiyuu – 13° Seiyuu Award nel 2019.

## Curiosità
- Kamiya ha praticato il karate per molti anni in gioventù fino a raggiungere il livello di cintura nera.[4]

- Il suo sogno da bambino era diventare autista di autobus.[4]

- Tre canzoni di Kamiya recano titoli in italiano: Viva la festa! contenuta nell'album Harego, Dolce misto contenuta nell'album Hareyon e Mille crêpe nell'album Toy Box.

## Doppiaggio

### Anime
1992
- Kiteretsu Daihyakka (Akihiko)

1994
- Marmalade Boy (amico di Ginta; ep. 24)

1995
- Captain Tsubasa J (Hanji Urabe)

1996
- Dragon Ball GT (Ronge; ep. 25)
- Slayers Next

1998
- Android Ana Maico 2010
- DT Eightron
- Trigun (Zazie)
- Lo stregone Orphen (personaggi vari)

1999
- Yui ragazza virtuale (Takashi Fuji)
- Jibaku-kun as (Kai)
- Super B-Daman
- Master Keaton

2001
- Gals! (Rei Otohatata)
- Noir (Dominic)
- Beyblade

2002
- Atashin'chi
- Kanon (Kuze)
- Digimon Frontier (Koji Minamoto)
- Baby Baachan
- Mirage of Blaze

2003
- Ultra Maniac (Tetsushi Kaji)
- L/R: Licensed by Royalty
- Zatch Bell! (Eita Kobozuka)
- Green Green
- Beyblade G Revolution (Garland)
- Tank Knights Portriss
- Sonic X (membro del team S)

2004
- Agatha Christie's Great Detectives Poirot and Marple (John; ep. 1)
- Superior Defender Gundam Force (Captain Gundam)
- Gantz
- Kita e
- Desert Punk
- Tsukuyomi -Moon Phase- (Kohei Morioka)
- Bobobo-bo Bo-bobo
- Monkey Turn
- Ring ni Kakero (Takeshi Kawai)
- Rockman.EXE Stream (Narcy Hide)
- Mirmo!

2005
- The Law of Ueki (Mario)
- Gunparade March
- Canvas 2: Niji Iro no Sketch
- Cluster Edge
- Damekko Dōbutsu (Peganosuke)
- Honey and Clover (Yūta Takemoto)
- Battle B-Daman (personaggi vari)
- Play Ball (personaggi vari)

2006
- Ergo Proxy (agente di turno; ep. 2)
- Gakuen Heaven (Kaoru Saionji)
- Keroro
- Zegapain (Hayase)
- Honey and Clover II (Yūta Takemoto)
- Crash B-Daman (Teruma Kamioka)
- Fate/stay night as (Shinji Matō)
- Rockman.EXE Beast (Narcy Hide)
- One Piece (Eddy)

2007
- El Cazador de la Bruja
- Kishin Taisen Gigantic Formula (Masahito Oghuro)
- Mobile Suit Gundam 00 (Tieria Erde)
- Ginga Tetsudo Monogatari: Eien e no Bunkiten
- Gintama (Robot 502)
- Code-E (Adol Brinberg)
- Sayonara Zetsubō Sensei (Nozomu Itoshiki)
- Shion no Ō
- Shinkyoku Sōkai Polyphonica (Phoron Tatara)
- Nodame Cantabile (Tomohito Kimura)
- Hidamari Sketch (Chokoyama)

2008
- Zoku Sayonara Zetsubō Sensei (Nozomu Itoshiki, Mikoto Itoshiki)
- Macross Frontier (Michael Blanc)
- Monochrome Factor as (Kengo Asamura)
- Hidamari Sketch × 365 (Chokoyama)
- Mission-E (Adol Brinberg)
- Natsume yūjinchō (Takashi Natsume)
- Hakushaku to yōsei (Paul Ferman)
- Mobile Suit Gundam 00 Second Season (Tieria Erde)
- Tytania (Louis Edmond Pages)

2009
- Zoku Natsume yūjinchō (Takashi Natsume)
- One Piece (Trafalgar Law)
- Shinkyoku Sōkai Polyphonica Crimson S (Phoron Tatara)
- Bakemonogatari (Koyomi Araragi)
- Zan Sayonara Zetsubō Sensei (Nozomu Itoshiki, Mikoto Itoshiki, Kouji Kumeta)
- Miracle Train (Riku Nakano)
- Kobato (Takashi Doumoto)

2010
- Durarara!! (Izaya Orihara)
- Working!! (Hiroomi Sōma)
- Angel Beats! (Yuzuru Otonashi)
- Arakawa Under the Bridge (Kou Ichinomiya)
- Uragiri wa Boku no Namae wo Shitteiru (Kuroto Hourai)
- Togainu no Chi (Yukihito)
- I signori dei mostri (Senba)
- Kachō no Koi (Yukio Kumagai)

2011
- Starry Sky (Miyaji Ryunosuke)
- Yondemasuyo, Azazel-san. (Beelzebù)
- Blue Exorcist (Mephisto Pheles)
- Natsume yūjinchō san (Takashi Natsume)
- Sekai-ichi Hatsukoi (Yanase Yuu)
- Maji de Watashi ni Koishinasai! (Yamato Naoe)
- Dragon Crisis! as (Onyx)
- Working'!!  (Hiroomi Sōma)
- Phi Brain: Puzzle of God (Free Cell)
- Xi Avant (Kaoru Takamura)

2012
- Nisemonogatari (Araragi Koyomi)
- Saint Seiya Ω (Andromeda Shun)
- Fuse Teppō Musume no Torimonochō film d'animazione (Makuwari)
- Brave10 (Unno Rokurō)
- Ixion Saga DT (Erecpyle Dukakis)
- Kuroko's Basketball (Seijūrō Akashi)
- Mobile Suit Gundam AGE (Zeheart Galette)
- Natsume yūjinchō Shi (Takashi Natsume)
- Nekomonogatari (Kuro) (Koyomi Araragi)
- Shining Hearts (Rick, Alvin)
- Shirokuma Café  (Pinguino)
- Medaka Box Abnormal (Kei Munakata)

2013
- Shirokuma Café  (Pinguino)
- Hakkenden: Tōhō Hakken Ibun (Riō Satomi)
- Karneval (Gareki)
- Monogatari Second Season (Koyomi Araragi[5])
- Maoyū Maō Yūsha (Young Merchant)
- One Piece  (Trafalgar Law)
- Devil Survivor 2: The Animation (Hibiki Kuze)
- Brothers Conflict  (Juli)
- L'attacco dei giganti (Levi)
- Yondemasuyo, Azazel-san Z (Beelzebub)
- Galilei Donna (Cicinho)

2014
- Noragami (Yato)
- Hamatora The Animation (Art)
- Kamigami no Asobi (Balder Hringhorni)
- Break Blade (Zess)
- Haikyuu!! (Takeda Ittetsu)
- The Seven Deadly Sins - Nanatsu no taizai (Helbram versione fata)
- Captain Earth (Teppei Arashi)
- Tsukimonogatari (Koyomi Araragi)
- Hanamonogatari (Koyomi Araragi)
- Sword Art Online II (Zexceed/Shigemura Tamotsu)
- Space Dandy (Johnny)
- Fate/stay night: Unlimited Blade Works (serie animata) (Shinji Matō)
- Ace of Diamond (Shunpei Sanada)
- Hero Bank (Nagare Amano)
- Wooser no sono higurashi (Darth Wooser)
- Natsume yūjinchō: Itsuka Yuki no Hi ni (Takashi Natsume)
- Rakuen Tsuihō -Expelled from Paradise-

2015
- Psycho-Pass (Nicholas Wong)
- Binan kōkō Chikyū bōei-bu Love! (Kinshirō Kusatsu)
- Ultimate Otaku Teacher (Junichirō Kagami)
- Prison School (Kiyoshi Fujino)
- Saint Seiya: Soul of Gold (Garmr Útgarðar)
- Working!!!  (Hiroomi Sōma)
- Noragami Aragoto (Yato)
- Owarimonogatari (Koyomi Araragi)
- Osomatsu-san (Choromatsu)
- Sore ga Seiyū! (Se stesso)
- Attack on Titan: Junior High (Levi)

2016
- Bungō stray dogs (Ranpo Edogawa)
- Kizumonogatari (Koyomi Araragi)
- Natsume degli spiriti 5 (Takashi Natsume)
- Saiki Kusuo no psi-nan (Saiki Kusuo)
- Fune wo Amu (Masashi Nishioka)
- Dōkyūsei (Hikaru Kusakabe)

2017
- Blue Exorcist: Kyoto Saga (Mephisto Pheles)
- Natsume degli spiriti (Takashi Natsume)

2018
- Shinya! Tensai Bakabon (Se stesso)
- Overlord (Duca Terrore)
- Juliet in collegio (Scott Ford)

2020
- Kakushigoto (Kakushi Gotō)

2021
- Tesla Note (Oliver Thornton)
- Heaven Official's Blessing  (Xie Lian)

2022
- Blue Lock (Jinpachi Ego)
- Bleach: Thousand-Year Blood War (Hubert Alexander Kleich)
- Lamù e i casinisti planetari - Urusei yatsura (Ataru Moroboshi)

2024
- Kinnikuman Perfect Origin Arc (Ashuraman)
- My Hero Academia (All For One da giovane)
- Yakuza Fiancé (Azami Suo)[6]

2025
- Togen Anki - Sangue maledetto (Naito Mudano)[7]

### Film
- Josh Hutcherson
  - The Hunger Games – Peeta Mellark
  - The Hunger Games: Catching Fire – Peeta Mellark
  - The Hunger Games: Mockingjay – Part 1 – Peeta Mellark
  - The Hunger Games: Mockingjay – Part 2 – Peeta Mellark
- 2 Days in the Valley – Allan Hopper (Greg Cruttwell)
- Aaron Stone – S.T.A.N. (J. P. Manoux)
- Batman v Superman: Dawn of Justice – Lex Luthor (Jesse Eisenberg)
- Journey to the West: Conquering the Demons – Prince Important (Show Luo)
- Kamen Rider: Dragon Knight – Chris Ramirez/Kamen Rider Sting
- Shark Lake – Peter Mayes (Michael Aaron Milligan)
- Kami Voice (神☆ヴォイス Kami ☆ Vuoisu) - Narratore

#### Animazione
- Clifford the Big Red Dog – T-Bone
- Worlds Bubble Up Like Soda Pop - Kōichi

### Video games
Hack//G.U. as Arena Commentator
Black Rock Shooter as LLWO (Ririo)
Black/Matrix AD (Advanced) as Abel
Black/Matrix 00
Black/Matrix 2 as Reiji
Brothers Conflict: Passion Pink as Juli
Castlevania: Lament of Innocence as Joachim Armster
Castlevania Judgment as Aeon
Crimson Tears as Abel
Dear My Sun!!
Dear Girl: Stories Hibiki - Hibiki Tokkun Daisakusen!
Dengeki Bunko: Fighting Climax as Izaya Orihara
Dokidoki Pretty League
Dragon Quest: Heroes as Terry
Dragon Quest: Heroes II as Terry
Dragon Quest Rivals as Terry
Dragon Quest Treasures as Ammiraglio Hinuty e vari mostri
Drastic Killer
Fate/Extra as Shinji Matō
Fate/stay night [Réalta Nua] as Shinji Matō
Fate/tiger colosseum as Shinji Matō
Fate/hollow ataraxia as Shinji Matō
Favorite Dear as Ryudrall Allgreen
Final Fantasy Type-0 as Machina Kunagiri
Final Fantasy Type-0 HD as Machina Kunagiri
Final Fantasy X as Gatta
Final Promise Story as Wolf
Fire Emblem Heroes as Clive
Fire Emblem Echoes: Shadows of Valentia as Clive
Fist of the North Star: Ken's Rage 2 as Shachi
Gakuen Heaven Boy's Love Scramble! Type B
Gakuen Heaven Okawari!
Generation of Chaos Next
Genshin Impact as Neuvillette
Genso Suikoden: Tsumugareshi Hyakunen no Toki as Protagonist
Granblue Fantasy as Levi Ackerman
Granblue Fantasy: Relink as Rolan
Green Green
Gum Kare! as Cool Ibuki
Gundam MS Sensen 0079
Gunparade March
Hoshi no Mahoroba
Hoshi Sora no Comic Garden
JoJo's Bizarre Adventure: All Star Battle as Rohan Kishibe
JoJo's Bizarre Adventure: Eyes of Heaven as Rohan Kishibe
Jump Force as Trafalgar Law
Kamigami no Asobi: Ludere Deorum as Balder Hringhorni
Kanon
Kessen III as Azai Nagamasa
Kuroko's Basketball Game of Miracles as Akashi Seijūrō
Langrisser (IV and V) as McClaine
Last Ranker as Zig
Million Arthur: Arcana Blood as Type I Lancelot
Minna no Golf Portable
Macross Ace Frontier as Michael Blanc
Mobile Suit Gundam 00 as Tieria Erde
Mobile Suit Gundam 00: Gundam Meisters as Tieria Erde
Monochrome Factor Cross Road as Kengo Asamura
Moshimo Ashita ga Hare Naraba as Kazuki Hatoba
One Piece: Pirate Warriors 2 as Trafalgar Law
One Piece: Unlimited World Red as Trafalgar Law
One Piece: Pirate Warriors 3 as Trafalgar Law
One Piece: Burning Blood as Trafalgar Law
One Piece: World Seeker as Trafalgar Law
One Piece: Pirate Warriors 4 as Trafalgar Law
One Piece Odyssey as Trafalgar Law
Operation Darkness
Panic Palette
Panic Palette Portable
Piyotan: Housekeeper wa Cute na Tantei
Poinie's Poin as Pierre and CM-Narrator
Poison Pink as Orifen
Pokemon Masters EX as Angelo
Real Rode
Saint Seiya Omega: Ultimate Cosmo as Andromeda Shun
Samurai Warriors as Azai Nagamasa
Sentimental Graffiti
Shin Megami Tensei: Devil Survivor 2 Record Breaker as Hero
Shin Megami Tensei IV as Jonathan/Merkabah, Kiyoharu
Shin Megami Tensei IV: Apocalypse as Jonathan/Merkabah
Shining Force EXA as Phillip
Shining Blade as Rick
Shining Hearts as Rick
Shining Wind as Shumari
Shining Hearts as Fried Karim
Shirotsu Mesōwa: Episode of the Clovers
Starry Sky as Ryunosuke Miyaji
Steal! as Kiryu Takayuki
Street Gears as Rookie
Super Robot Taisen OG Saga: Masou Kishin II Revelation of Evil God as Eran Xenosakis
Super Robot Wars series as Tieria Erde, Mikhail "Michel" Blanc
Tales of Hearts as Chalcedony Arcome
Tales of Hearts R as Chalcedony Arcome
The Robot Tsukurōse!
Togainu no Chi as Yukihito
Tokyo Babel as Setsuna Tendō
Valkyrie Profile 2: Silmeria as Dallas, Kraad, Roland, Seluvia, Xehnon and Masato
Valkyria Chronicles II as Zeri
Venus & Braves
VitaminZ as Ruriya Tendo
Warriors Orochi as Azai Nagamasa
Xenosaga Episode II: Jenseits von Gut und Bose  as Canaan
Xenosaga Episode III: Also Sprach Zarathustra  as Canaan

### Drama CDs
- Ai de Kitsuku Shibaritai ~Koi Yori Hageshiku~ as Ushio Igarashi
- Attack On Titan Cleaning Battle as Levi
- Barajou No Kiss as Mitsuru Tenjou
- Hakushaku to Yōsei as Paul Ferman
- Hana to Akuma as Vivi
- I Love Pet! vol. 4 as Lop Ear - Sora
- Karneval as Gareki
- Kiss x Kiss vol 09: Tsundere Kiss as Togari Sakuya
- Me & My Brothers as Takashi Miyashita
- Mobile Suit Gundam 00 Another Story: Mission-2306 as Tieria Erde
- Mobile Suit Gundam 00 Another Story: Road to 2307 as Tieria Erde
- Mousou Kareshi (Pet) Series: Do M na Petto-kun as Makoto
- Natsume Yūjin Chō as Takashi Natsume
- S.L.H Stray Love Hearts! as Minemitsu Yamashina
- Shin Megami Tensei: Devil Survivor as Naoya
- Shirokuma Cafe as Penguin
- Shitsuji-sama no Okiniiri as Iori Douke
- Watashi ga Motete Dousunda as Hayato Shinomiya

#### Boys Love CD
- Abareru Inu as Yuuji Tanimoto
- Ai de Kitsuku Shibaritai: Koi Yori Hageshiku as Ushio Igarashi
- Ai Kamoshirenai: Yamada Yugi Bamboo Selection CD 2 as Yanagi
- Ai to Jingi ni Ikiru no sa as Seiji Shinkai
- Benriya-san as Aki Kirigaya
- Doukyusei as Hikaru Kusakabe
- Eden wo Toukuhanarete 2 -Ryokuin no Rakuen-
- Eden wo Toukuhanarete 3 -Setsunai Yoru no Rakuen- as Tadanao Takahashi
- Egoist no Junai as Yukihito Hanamoto
- Gakuen Heaven: Mirai wa Kimi no Mono as Kaoru Saionji
- Gakuen Heaven: Tsuyokina Ninensei as Kaoru Saionji
- Gakuen Heaven: Welcome to Heaven! as Kaoru Saionji
- Gakuen Heaven: Happy Paradise as Kaoru Saionji
- Hanaōgi: Zabuton 2
- Hitorijime Theory as Wakamiya
- Isso mou, Kudokitai! as Mikuni
- Kachou no Koi as Yukio Kumagai
- Kakehiki no Recipe as Masato Aihara
- Kamisama no Ude no Naka as Ginger
- Kannou Shousetsuka wa Hatsujou-chuu♡  as Wakaba Miyano
- Kannou Shousetsuka wo Choukyou-chuu♡ as Wakaba Miyano
- Kawaii Hito as Tomohiro Ikeuchi
- Kayashima shi no Yuugana Seikatsu as Koizumi
- Kishidou Club as Yuuki Sawamura
- Kodomo no Hitomi (Misaki Kashiwabara)
- Koi dorobou o Sagase! as Mikari Kasugano
- Koi no Shizuku as Hajime Kikusui
- Koi ni Inochi o Kakeru no sa as Seiji Shinkai
- Kotonoha no Hana Series 1: Kotonoha no hana as Kazuaki Yomura
- Kotonoha no Hana Series 2: Kotonoha no sekai as Kazuyo Akimura (fortune-teller)
- Kotonoha no Hana Series 1.5: Kotonoha Biyori as Kazuaki Yomura
- Kowakare: Zabuton 3
- Kuroi Ryuu wa Nido Chikau as Rashuri
- Migatte na Karyuudo as Satoshi Takase
- Milk Crown no Tameiki as Mitsuru Uchikawa
- Mimi o Sumaseba Kasukana Umi as Shoi Oosawa
- Missing Road: Sekai wo Koete Kimi o Yobu as Alandis
- N Dai Fuzoku Byōin Series 2 as Masahiko Sudo
- Osana na Jimi as Mitsuo Izawa
- Ouji-sama Lv 2
- Pretty Babies 1 & 2 as Kanata Fujino
- Rakuen no Uta 1 & 2 as Nachi Sasamoto
- Reload as Satoshi Jingu
- Renai Kyotei Nukegake Nashi! as Igarashi Masami
- Renai Sousa 1 & 2 as Kousuke Shiki
- S as Masaki Shiiba
- S - Kamiato - as Masaki Shiiba
- S - Rekka - as Masaki Shiiba
- S - Zankou - as Masaki Shiiba
- Saihate no Kimi e as Masaya
- Sanbyaku nen no Koi no Hate as Kon
- Seikanji Series Vol. 1. Kono Tsumibukaki Yoru ni
- Seikanji Series Vol. 2. Yogoto Mitsu wa Shitatarite as Fuyuki Seikanji
- Seikanji Series vol. 3. Setsunasa wa Yoru no Biyaku
- Seikanji Series Vol. 4. Tsumi no Shitone mo Nureru Yoru as Fuyuki Seikanji
- Seikanji Series Vol. 6. Owari Naki Yorunohate
- Sekai-ichi Hatsukoi 1: Onodera Ritsu no Baai + Yoshino Chiaki no Baai as Yuu Yanase
- Sekai-ichi Hatsukoi 2: Yoshino Chiaki no Baai + Onodera Ritsu no Baai as Yuu Yanase
- Sekai-ichi Hatsukoi 3: Onodera Ritsu no Baai + Yoshino Chiaki no Baai as Yuu Yanase
- Sekai-ichi Hatsukoi 4: Yoshino Chiaki no Baai + Onodera Ritsu no Baai as Yuu Yanase
- Sentimental Garden Lover as Hiro
- Sex Pistols 3 as Shima
- Shinayakana Netsujou Series 1. Shinayakana Netsujou as Omi Koyama
- Shinayakana Netsujou Series 1.5 Sarasara as Omi Koyama
- Shinayakana Netsujou Series 2. Himeya ka na Junjo as Omi Koyama
- Shinayakana Netsujou Series 3. Azayakana Renjo as Omi Koyama
- Shinayakana Netsujou Series 4. Yasuraka na Yoru no tame no Guwa as Omi Koyama
- Shinayakana Netsujou Series 5. Hanayakana Aijo as Omi Koyama
- Shinayakana Netsujou Series 6. Taoyakana Shinjo as Omi Koyama
- Shinayakana Netsujou Bangaihen - Papillon de Chocolat
- Shounen Yonkei
- Slavers Series 2: Slaver's Lover Zenpen as Yoshihiro Hayase
- Slavers Series 3: Slaver's Lover Kouhen as Yoshihiro Hayase
- Slavers Series 4: Freezing Eye as Yoshihiro Hayase
- Sokubaku no Aria as Shiki Fujimoto
- Sono Yubi Dake ga Shitte Iru 2: Hidarite wa Kare no Yume o Miru as Masanobu Asaka
- Sono Yubi Dake ga Shitte Iru 3: Kusuri Yubi wa Chinmoku Suru as Masanobu Asaka
- Sora to Hara as Hikaru Kusakabe
- Sotsugyousei as Hikaru Kusakabe
- Steal! Series as Takayuki Kiryuu
- Steal! Series 1: 1st Mission as Takayuki Kiryuu
- Steal! Series 2: 2nd Mission as Takayuki Kiryuu
- Steal! Series 3 part 1: Koisuru Valentine as Takayuki Kiryuu
- Steal! Series 3 part 2: Aisare White Day as Takayuki Kiryuu
- Subete wa Kono Yoru ni as Satoru Kaji
- Super Lovers as Kaidou Ren
- Tsumi no Shitone mo Nureru Yoru as Seikanji Fuyuki
- Unison as Shuiichi Nagase
- Utsukushii Hito as Riku Kotani
- VIP as Kazutaka Yugi
- VIP: Toge as Kazutaka Yugi
- VIP: Kowaku as Kazutaka Yugi
- Zabuton

## Discografia

### Mini albums
- Hare no Hi (ハレノヒ) (2009)
- Hareiro (ハレイロ) (2013)
- Hareyon (ハレヨン) (2014)
- Hareroku (ハレロク) (2015)
- Haregou (ハレゴウ) (2015)
- Theater (2016)
- Toy box o Harehachi (2018)

### Albums
- Harezora (ハレゾラ) (2011)

### Singoli
- "For Myself" (2010)
- "Nijiiro Chōchō" (虹色蝶) (2011)
- "Such a Beautiful Affair" (2012)
- "START AGAIN" (2014)
- "Danger Heaven?" (2016)
- "Kamisama Connection" (2017)

### Kamiyu
- "Link up" (2011) mini album
- "Road to Wonderland" (2013) mini album
- "Reason" (2013) singolo

### Character's song
- Dear My Sun!! - "Metamorphose"
- Digimon Frontier - "In the Blue"
- Digimon Frontier - "More More Happy Christmas"
- Durarara!! - "Subarashii Hibi (Wonderful Days)"
- Durarara!! - "Katte ni Shiyagare (Whatever You Like)"
- Favorite Dear - "Mirai no Tameni"
- Gakuen Heaven - "Little Wish"
- Gakuen Heaven - "Share the Future"
- Gakuen Heaven - "Walk Up!"
- Green Green - "Ondō ~Sōchō Solo Ver.~"
- Hakushaku to Yōsei - "Shining Rose"
- Kamigami no Asobi - "I Bless You"
- Karneval - "Reach for the sky"
- Kuroko no Basket - "Answer"
- Mobile Suit Gundam 00 - "Idea"
- Mobile Suit Gundam 00 - "Elephant"
- Monochrome Factor - "Awake ~Boku no Subete~"
- Monochrome Factor - "The World of Tomorrow"
- Natsume Yūjin Chō - "Atatakai Basho"
- One Piece - "Dr. Heart Stealer"
- One Piece - "Lost in Shinsekai"
- Pani Poni Dash! - "Nikukyū Bochō"
- Ring ni Kakero - "Ibara no Senritsu ~Melody~"
- Samurai Warriors - "Tokoshie Ni Saku Hana (A Flower That Blooms Eternally)"
- Sayonara Zetsubō Sensei - "Happy Nanchara"
- Sayonara Zetsubō Sensei - "Zesshō"
- Sayonara Zetsubō Sensei - "Kurayami Shinjuu Soushisouai"
- Shinkyoku Sōkai Polyphonica - "Way to Go"
- Starry Sky - "Shoot High"
- Ultra Maniac - "Boku dake no..."
- Working!! - "Heart no Edge ni Idomō (Go to Heart Edge)"
- Working!!2 - "Itsumo you ni Love & Peace"
- "Working!!3" - "Matsuge ni Lock"
- Zoku Natsume Yūjin Chō - "Ayumiyoru Yuuki"

### Singoli ed albums del progetto Dear Girl Stories[2]
- Dear Girl ~Stories~ (2007)
- My dear Girl (2009)
- Netsuai S-O-S! (2010)
- Dear Girl wa Nemuranai (2010)
- Stories (2011)
- Dear Girl ~Stories~ Birthday Disc 2010 Kamiya Hiroshi Seitansai Radio CD (2011)
- Smiley Time (2011)
- Boku tachi Dake no Monogatari (2012)
- Shiny x Shiny (2013)
- Glow my way (2013)
- Ace of Asia (2014)
- Masochistic Over Beat (2014)
- Coin toss drive (2016)
- On the Air (2017)

## Performance dal vivo
- Kiramune Music Festival 2009
- KAmiYU in Wonderland
- Kiramune Music Festival 2010
- KAmiYU in Wonderland 2
- Dear Girl ~Stories~ 4 Lovers Only 2011
- Kiramune Music Festival 2012
- Dear Girl ~Stories~ Festival Carnival Matsuri 2013
- Kiramune Music Festival 2013
- KAmiYU in Wonderland 3
- Dear Girl ~Stories~ Dear Boy Matsuri
- Kiramune Music Festival 2014
- Kiramune Music Festival 2015
- Hiroshi Kamiya ~First Live~ 2015
- Hiroshi Kamiya ~Second Live~ 2016
- Kiramune Music Festival 2016
- Kiramune Music Festival 2017
- Kiramune Music Festival 2018
- KAmiYU in Wonderland 4